# Discografia de Joe Jonas
A discografia de Joe Jonas, um cantor e compositor estadunidense de música pop, compreende um álbum de estúdio, duas trilhas sonoras e dez singles lançados, sendo três próprios e sete participações em canções de outros artistas. Em 2006, junto com seus irmãos Nick Jonas e Kevin Jonas, formou o grupo Jonas Brothers lançando o primeiro álbum It's About Time, porém ficando conhecidos apenas em 2007 quando assinaram com a Hollywood Records. e lançaram o álbum homônio Jonas Brothers Em 2008 é lançado o terceiro álbum, A Little Bit Longer e, em 2009 o quarto, Lines, Vines and Trying Times, sendo que em 2010 o grupo anuncia um hiato. Com os Jonas Brothers, o cantor vendeu em torno de 8 milhões de álbuns em todo mundo.
Em carreira solo, Joe Jonas deu seu primeiro passou em 2008 ao gravar canções para a trilha sonora do filme Camp Rock, o qual foi o protagonista. Em 20 de maio é lançada a canção "We Rock" com participação do elenco do filme, alcançando a posição trinta e três na Billboard Hot 100. Em 17 de junho faz uma participação na canção "This Is Me" da cantora Demi Lovato para a trilha sonora do mesmo filme, alcançando a nona posição na Billboard Hot 100, a primeira na Billboard Pop 100, além da posição quinze no Canadian Hot 100 e trinta e três no UK Singles Chart. Em 21 de outubro é lançado seu primeiro single totalmente solo, a canção "Gotta Find You", que alcança a posição vinte no Billboard Hot 100, vinte e seis no Canadian Hot 100 e oitenta e dois no Australian Singles Chart, além de trinta e um no Ö3 Austria Top 40 da Austria. e cinquenta e oito no Swiss Singles Chart Em 2009 lançou "Send It On", um single beneficente, junto com os Disney's Friends for Change, um grupo de artistas da Disney Channel formado por Demi Lovato, Miley Cyrus, Selena Gomez e os Jonas Brothers, alcançando a vigésima posição nos Estados Unidos. Em 2010 participou da canção "We Are the World 25 for Haiti" com vários artistas para arrecadar fundos pela tragédia no Haití, alcançando a segunda posição. Em 15 de março participa da canção "Make a Wave" com Demi Lovato, seu terceiro single consecutivo para caridade, porém não tendo o mesmo desempenho das anteriores e alcançando apenas a posição oitenta e quatro.
Em 23 de julho de 2010 é lançado seu segundo single, "Wouldn't Change a Thing", com participação de Demi Lovato para a trilha sonora de Camp Rock 2: The Final Jam, sequencia do filme no qual protagoniza. A canção alcança a décima posição na Bubbling Under Hot 100 Singles, contabilizada como cento e dez na Billboard Hot 100, além de noventa no Canadian Hot 100 e setenta e um no UK Singles Charts... Na mesma época é lançada a versão do single no Brasil, intitulada "Eu Não Mudaria Nada Em Você", com os versos de Demi Lovato cantados pela cantora Jullie, alcançando a posição quinze no Hot 100 Brasil e cinquenta na Billboard Brasil. Ainda uma terceira versão, "Nada Vou Mudar" é lançada em Portugal, desta vez em parceria com Mia Rose, alcançando a posição quarenta no Top 50 Nacional Português Em 19 de março de 2011 é anunciado o primeiro álbum de estúdio do cantor, intitulado Fast Life(que será lançado dia 11 de Outubro nos EUA), sendo que em 3 de junho é lançado o primeiro single do trabalho, a canção "See No More", que alcança a posição noventa e dois na Billboard Hot 100

## Álbuns

### Álbuns de estúdio
| Ano  | Álbum | Posições | Posições    | Posições | Posições | Posições |
| Ano  | Álbum | EUA      | EUA Digital | CAN      | BEL      | HOL      |
| ---- | --- | -------- | ----------- | -------- | -------- | -------- |
| 2011 | Fast Life - Lançamento: 11 de Outubro de 2011 - Formatos: CD, download digital - Gravadora: Hollywood Records | 15       | 16          | 23       | 42       | 85       |

### Trilhas Sonoras
| Ano  | Álbum | Posições | Posições | Posições | Posições | Posições | Posições | Posições | Posições | Certificação                                                             |
| Ano  | Álbum | USA      | AUS      | CAN      | ESP      | FRA      | ITA      | NZL      | BRA      | Certificação                                                             |
| ---- | --- | -------- | -------- | -------- | -------- | -------- | -------- | -------- | -------- | ------------------------------------------------------------------------ |
| 2008 | Camp Rock - Lançamento: 24 de junho de 2008 - Formatos: CD, download digital - Gravadora: Walt Disney Records                   | 3        | 13       | 2        | 2        | 23       | 1        | 5        | 2        | - RIAA: Platina - IFPI: Platina - SNEP: Ouro - RIANZ: Ouro - BPI: Prata. |
| 2010 | Camp Rock 2: The Final Jam - Lançamento: 10 de agosto de 2010 - Formatos: CD, download digital - Gravadora: Walt Disney Records | 3        | —        | 4        | 4        | —        | 1        | —        | 6        | - ABPD: Ouro - IFPI: Platina                                             |

## Singles
| Ano  | Single                                        | Melhores posições | Melhores posições | Melhores posições | Melhores posições | Melhores posições | Melhores posições | Melhores posições | Melhores posições | Álbum                      |
| Ano  | Single                                        | USA               | USA Pop           | AUS               | AUT               | BEL               | CAN               | SUI               | UK                | Álbum                      |
| ---- | --------------------------------------------- | ----------------- | ----------------- | ----------------- | ----------------- | ----------------- | ----------------- | ----------------- | ----------------- | -------------------------- |
| 2008 | "Gotta Find You"                              | 20                | —                 | 82                | 31                | —                 | 26                | 58                | —                 | Camp Rock                  |
| 2010 | "Wouldn't Change a Thing" (feat. Demi Lovato) | 110               | —                 | —                 | —                 | —                 | 90                | —                 | 71                | Camp Rock 2: The Final Jam |
| 2011 | "See No More"                                 | 92                | 38                | —                 | —                 | 15                | —                 | —                 | —                 | Fast Life                  |
| 2011 | "Just In Love"                                | —                 | —                 | —                 | —                 | —                 | —                 | —                 | 92                | Fast Life                  |

### Participações
| Ano  | Single                                                  | Melhores posições | Melhores posições | Melhores posições | Melhores posições | Melhores posições | Melhores posições | Melhores posições | Melhores posições | Melhores posições | Álbum                      |
| Ano  | Single                                                  | USA               | AUS               | AUT               | CAN               | ALE               | IRL               | POR               | SUI               | UK                | Álbum                      |
| ---- | ------------------------------------------------------- | ----------------- | ----------------- | ----------------- | ----------------- | ----------------- | ----------------- | ----------------- | ----------------- | ----------------- | -------------------------- |
| 2008 | "We Rock" (com Cast of Camp Rock)                       | 33                | —                 | 70                | 41                | —                 | —                 | —                 | —                 | 97                | Camp Rock                  |
| 2008 | "This Is Me" (Demi Lovato com Joe Jonas)                | 9                 | 46                | 18                | 16                | 36                | 27                | 30                | 39                | 33                | Camp Rock                  |
| 2009 | "Send It On" (com Disney's Friends for Change)          | 20                | 94                | —                 | —                 | —                 | —                 | —                 | —                 | —                 | single para caridade       |
| 2010 | "We Are the World 25 for Haiti" (com Artists for Haiti) | 2                 | 18                | —                 | 7                 | —                 | 9                 | 5                 | —                 | 50                | single para caridade       |
| 2010 | "Make a Wave" (Demi Lovato feat. Joe Jonas)             | 84                | —                 | —                 | —                 | —                 | —                 | —                 | —                 | —                 | single para caridade       |
| 2010 | "Eu Não Mudaria Nada Em Você" (Jullie feat. Joe Jonas)  | —                 | —                 | —                 | —                 | —                 | —                 | —                 | —                 | —                 | Camp Rock 2: The Final Jam |
| 2010 | "Nada Vou Mudar" (Mia Rose feat. Joe Jonas)             | —                 | —                 | —                 | —                 | —                 | —                 | 40                | —                 | —                 | Camp Rock 2: The Final Jam |

## Videoclipes
| Ano  | Canção                                                 | Diretor         |
| ---- | ------------------------------------------------------ | --------------- |
| 2008 | "We Rock" (com Cast of Camp Rock)                      | Matthew Diamond |
| 2008 | "This Is Me" (Demi Lovato feat. Joe Jonas)             | Matthew Diamond |
| 2008 | "Gotta Find You"                                       | Matthew Diamond |
| 2009 | "Send It On"                                           |                 |
| 2010 | "Make It Right"                                        |                 |
| 2010 | "Things Will Never Be the Same"                        |                 |
| 2010 | "We Are the World 25 for Haiti"                        | Paul Haggis     |
| 2010 | "Make a Wave" (Demi Lovato feat. Joe Jonas)            |                 |
| 2010 | "Wouldn't Change a Thing" (feat. Demi Lovato)          | Paul Hoen       |
| 2010 | "Eu Não Mudaria Nada Em Você" (Jullie feat. Joe Jonas) | Paul Hoen       |
| 2010 | "Nada Vou Mudar" (Mia Rose feat. Joe Jonas)            | Paul Hoen       |
| 2011 | "See No More"                                          |                 |
| 2011 | "Just In Love"                                         |                 |